# Przecław Gnojeński
Przecław Gnojeński herbu Warnia (zm. w 1514/1515 roku) – starosta nowokorczyński w latach 1507-1512, dworzanin królewski w 1495 roku.
Poseł na sejm koronacyjny 1512 roku z województwa sandomierskiego.